# Tales of Eternia: The Animation
Tales of Eternia: The Animation (テイルズオブエターニア THE ANIMATION Teiruzu obu Etānia THE ANIMATION?) es un anime del 2001 basado en el juego de RPG de Namco de la serie Tales of, Tales of Eternia. El anime cuenta con los cuatro personajes principales del juego, además de una trama, personajes y lugares exclusivos del anime.

## Historia
La historia se inicia con un sueño de Farah Oersted, de cuando ella y Reid Hershel conocieron a Meredy, una chica que viene de un mundo bocabajo (respecto al suyo) llamado Celestia. El grupo formado por Reid Hershel, Farah Oersted, Meredy y Keele Zeibel están de viaje hacia el Mt. Farlos para poder viajar a Celestia por el puente de luz y así detener el "Gran Descenso". Reid, mientras cazaba comida, conoció a Coreena Solgente, una barda que lo admirará por salvarle la vida. Al volver con el grupo, son atacados por una mujer llamada Marone Bluecarno. Reid, tras quedar inconsciente al defender a sus compañeros del ataque, es capturado por la mujer y llevado a la isla de Belcarnu para ayudarla a terminar con un monstruo marino.
Allí, Reid vuelve a reunirse con sus compañeros y ayudan a Marone con la misión, además conocen a otros personajes, como X'Shushia, Mínima y Platia. Por un tiempo, permanecen en Belcarnu por falta de transporte. En su estancia, Keele descubre que en la isla hay artefacto de origen celestiano, que están ocultos en los mapas. Más tarde, se desvela que Marone y el resto de habitantes de la isla son descendientes de los celestianos, que se ocultaron por miedo de las represalias de los inferianos. Para poder salvar el mundo y seguir su camino, Reid y sus compañeros participan en la detención del plan de X'Shushia de destruir la Capital Inferia.

### Relación con el juego
En el anime están presenten los espíritus invocados (Craymel Superiores en el juego) de Inferia: Undine, Sylph y Efreet. Los espíritus invocados ayudan a los protagonistas en las batallas, igual que en el juego. Reid presenta movimientos similares al juego. También está presente Quickie, la mascota de Meredy. También aparece durante un flashback de Farah, Ras. Y la presencia de los pendientes de Ouz, que le permite al grupo comunicarse con Meredy.

## Personajes
Reid Hershel (リッド・ハーシェル?)
- Edad: 18
- Origen: Rasheans, Inferia
- Seiyū: Akira Ishida

Reid es un joven cazador, de ideas fáciles y líder del grupo. Utiliza una espada en el anime. Sus cualidades más destacadas es la compasión, el cuidado y la destreza; también tiene mucha hambre y es algo perezoso. Le gusta estar en un lugar tranquilo y mirar el cielo. Aunque no lo muestre, no piensa nada más que en proteger al grupo. Como dice Keele, es una persona de buen corazón. En comparación al juego, es él mismo.
Farah Oersted (ファラ・エルステッド?)
- Edad: 17
- Origen: Rasheans, Inferia
- Seiyū: Yuko Minaguchi

Amiga de la infancia de Reid, Farah es una artista marcial. Es trabajadora, imperativa e imprudente, cocina y se preocupa de las existencias. Siente algo profundo hacia Reid, y tiene celos cuando este está con Marone, aunque al final se hacen buenas amigas. En un principio, no le gustaba que Coreena estuviera con el grupo porque los distraía. Por esto, Coreena casi pierde la vida en una tormenta, pero es rescatada por Farah y el grupo. Después de esto, cambia su actitud hacia ella. Su comportamiento difiere al del juego, viendo una Farah más dominante y con malas pulgas, perdiendo la paciencia fácilmente. 
Keele Zeibel (ール・ツァイベル?)
- Edad: 17
- Origen: Rasheans, Inferia
- Seiyū: Soichiro Hoshi

Un brillante estudiante de la universidad de Mintche, aunque fue expulsado por su teoría sobre la "destrucción del mundo". También es amigo de la infancia de Reid y Farah, y siente algo especial hacia Meredy. Estudioso y de poco físico, es capaz de leer y hablar la lengua melenica (lengua de Celestia). En combate, está equipado con una vara de hechicero e invoca a sus dos espíritus invocados: Sylph e Efreet. A diferencia del juego, parece ser que no posee ningún ataque mágico, solo puede invocar.  
Meredy (ール・ツァイベル?)
- Edad: 16
- Origen: Imen, Celestia
- Seiyū: Omi Minami

Meredy es una alegre y bonita chica de Celestia. Al principio, no podía comunicarse con Reid y Farah, ya que ella solo hablaba melenico. Tiene una mascota llamada Quickie, que nunca se separa de ella. Ella invoca a su espíritu invocado: Undine. Se hace muy buena amiga de Coreena y aprecia a Keele. Igual que Keele, parece ser que solo puede invocar a diferencia del juego.
Marone Bluecarno (?)
- Origen: Belcarnu
- Seiyū: Megumi Hayashibara

Marone es una cazarrecompensas con un estilo de lucha similar al de Reid y Farah. La primera vez que aparece es para secuestrar a Reid, que le revela que lo necesita para defender de un monstruo la isla de Belcarnu. Siente algo profundo por Reid, y al principio no se lleva bien con Farah, pero al final se hacen buenas amigas. Más tarde, se revela que ella es media celestiana, media inferiana. Sus padres murieron por culpa de X'Shushia, y quiere vengarse por aquello. Tiene un dragón llamado Varossa, que lo utiliza como transporte. Es un personaje exclusivo del anime.
Coreena Solgente (?)
- Origen: Belcarnu
- Seiyū: Yui Horie

Coreena siempre lleva un banjo y canta con él. Conoce a Reid porque este le salva de un monstruo, y de ese momento lo admira. Es torpe y le gustaría ser una famosa barda. Es la hija de X'Shushia, líder de Belcarnu. Más tarde se descubre que tiene la capacidad de controlar a los espíritus. Por ello, X'Shushia se hizo pasar por su madre y poderla manipular. Es un personaje exclusivo del anime.
Platia (?)
- Origen: Belcarnu
- Seiyū: Rumi Kasahara

Platia es la dueña del hotel de Belcarnu. Tiene el pelo largo y plateado, y ayuda al grupo en su estancia. Es una celestiana y que estaba bajo la orden de matar a Reid, aunque por algún motivo no puede. Por desobedecer, es arrojada por un acantilado por X'Shushia, su líder. Más tarde reaparece y comenta a Reid y los demás que son el grupo anti-X'Shushia y que quieren apartar a X'Shushia del poder y vivir en paz. Es un personaje exclusivo del anime.
Minima (?)
- Origen: Belcarnu
- Seiyū: Tomoe Hanba

Mínima es una joven de pelo naranja y muy trabajadora. Siempre está trabajando en algo. Es una celestiana y que estaba bajo la orden de matar a Reid, al igual que Platia. Más tarde reaparece como miembro de los anti-X'Shushia. Es un personaje exclusivo del anime.
X'Shushia (?)
- Origen: Belcarnu
- Seiyū: Kotono Mitsuishi

X'Shushia es la líder de Belcarnu. De apariencia noble y bella, esconde un rencor contra los inferianos. Su plan era destruir la Capital Inferia con un arma que habían preparados sus antepasados, "la cadena de la existencia". En realidad, es un experimento de los primeros celestianos de la isla. El cual fue elegir una niña y separarle el cuerpo del alma. Al final, su cuerpo reclama su alma y vuelven a ser un único ser. Es un personaje exclusivo del anime.

## Episodios
Tales of Eternia: The Animation fue animado en conjunto por los estudios XEBEC y Production I.G. Su transmisión original fue del 8 de enero al 31 de marzo del 2001 por la cadena japonesa WOWOW. La serie consta de 13 capítulos, que son los siguientes:
1. Aventura en mundos opuestos
2. La recompensa en el mar
3. Huracán en la isla del Sur
4. El combate de las mujeres
5. La elegía de la princesa cantante
6. Misterios de Belcarnu
7. Mancillamiento especial del Ala Negra
8. Noche del Clamel Dust
9. Los espíritus robados
10. Desaparecidos en el Sol
11. Coreena
12. La cadena de la existencia
13. La partida

## Banda sonora

### Opening
- "Sora ni Kakeru Hashi"

Interpretación: Masami Okui

### Ending
- "I'd Love You to Touch Me"

Interpretación: Masami Okui